# Белица (Гродненская область)
Бе́лица (белор. Беліца) — агрогородок (до 2010 г. — деревня) на берегу реки Неман в Лидском районе Гродненской области Беларуси. Административный центр Белицкого сельсовета.

## История
В 1667 году в 3 верстах от Белицы Мария Софья Адаховская основала церковь в Ельне, куда поселила монахов-доминиканцев и подарила им фольварки Фальковичи и Ельня. 
В 1838 году церковь в Белице, принадлежавшая монастырю, была передана в управление Литовской епархии. Здание бывшего доминиканского костела в Ельне просуществовало до середины XX века.

## Инфраструктура
Действуют средняя школа-сад, Дом культуры, отделение связи, больница, автозаправочная станция, магазины.
- Историко-краеведческий музей "Спадчына" ГУО "Белицкая средняя школа Лидского района"

## Достопримечательность
- Стоянка периода неолита и бронзового века (3–2-е тыс. до н.э.) —  Историко-культурная ценность Республики Беларусь, шифр 413В000343

- Группа археологических памятников
- Правый берег Нёмана
- Стоянка Белица-2
- Каменные могилы - памятник археологии

### Храмы
- Часовня Матери Божией Руженцовой (1824) —  Историко-культурная ценность Республики Беларусь, шифр 413Г000341
- Крестовоздвиженская церковь (1928) —  Историко-культурная ценность Республики Беларусь, шифр 413Г000342
- Костёл Святого Юрия, начало XXI в.

В XVII веке в Белице проходили синодальные собрания кальвинистов.
- Крестовоздвиженская церковь (1928)
- Часовня Матери Божией Руженцовой (1824)
- Костёл Святого Юрия (1997)

### Утраченное наследие
- Костёл Святого Юрия, XV — XVI вв.